# Euphonia gouldi
La eufonia olivácea (Euphonia gouldi) es un ave paseriforme tropical de México y Centroamérica. Pertenece a la familia Fringillidae; anteriormente se clasificaba dentro de la familia Thraupidae.

## Descripción

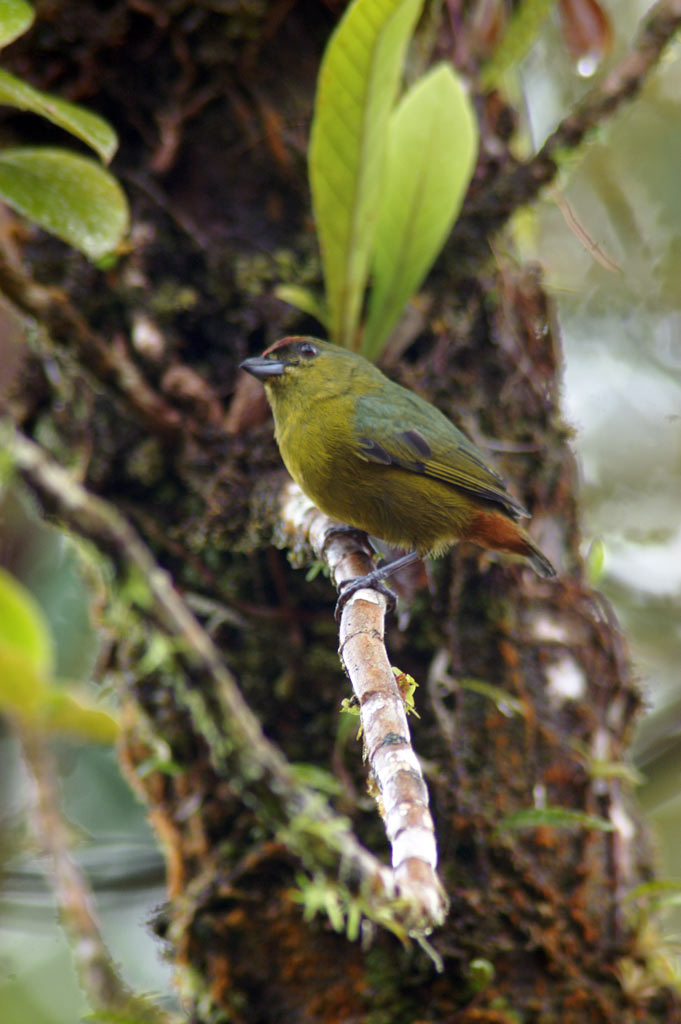
Una hembra.

Es un ave pequeña parecida a un fringílido, de cola corta. Mide unos 9 cm. Aunque existe dimorfismo sexual, no es tan evidente como en otras especies de eufonias. Ambos sexos son color verde oliva, más amarillento en pecho y vientre. El macho se distingue por una mancha amarilla brillante en la frente, y por tener el vientre y las plumas cobertoras inferiores de la cola color canela. La hembra también tiene rojizas las cobertoras inferiores de la cola, pero no el vientre; tiene más amarillo en garganta y pecho. El pico y las patas son oscuros para ambos sexos.

## Distribución y Hábitat
Vive en bosques tropicales húmedos. En México, se distribuye desde la vertiente sureña del Golfo de México y el oriente de la península de Yucatán. Se extiende a lo largo de las tierras bajas de América Central hasta el noroeste de Panamá.

## Alimentación
Se alimentan de frutos suaves, en pareja o en colonias con otras especies.

## Reproducción
Construyen un nido globular con entrada lateral, en lo alto de los árboles entre musgos y otras epífitas. La hembra pone 3 huevos blancos opacos con manchas pardas.